# 王维庄
王维庄（1920年—），河南博爱人，曾任晋城县委副书记、芮城县委书记、太原铁路分局党委书记、太原工学院（今太原理工大学）党委书记（1966-1975年）、太原重型机械学院（今太原科技大学）党委书记、山西省总工会副主席等职。